# Ljubica (Šenoa)
Ljubica je komedija hrvatskog književnika Augusta Šenoe. Objavljena je 1865., a praizvedena 1868. godine. 
Sastoji se od tri čina. Prikazano je društvo onovremenog Zagreba i kritizirani su određeni problemi i tipovi ljudi. Ismijan je viši stalež (plemići, lihvari) i njihovi nedostaci - u likovima Ljubice Ružić, Grahovca, Luje, Barunice i Paunovićke. Također je ismijana idealizacija hrvatskog pjesnika - lik Vlatka Cvjetinića. Očita je i subverzivna tendencija komedije - likovi iz nižih staleža su pozitivni i žrtve su višeg sloja. Također je vrlo snažna nacionalna dimenzija djela - na više je mjesta spomenuto hrvatstvo, hrvatska književnost, Hrvati kao pošten narod itd. 
Drama je nakon svoga prvog izvođenja bila na udaru ondašnje kritike zbog svojih nerealnih likova i jednostavne fabule. Noviji kritičari slažu se da su likovi suviše tipski, već korišteni i neuvjerlji (npr. Branko Gavella kaže da su "odjeveni kostimima iz kazališne ropotarnice"). Prigovor također ide lošoj dramskoj tehnici  - previše monologa, često govorenje "za sebe" itd. 
No važnost ovog djela jest u tome što je Ljubica zapravo početak hrvatskog dramskog realizma. Šenoa je upotrijebio tipove likova koje su noviji dramatičari koristili u svojim djelima.

## Radnja
Komedija počinje monologom liječnika Đure Radića koji otkriva da mu je lihvarka i usidjelica Ljubica Ružić nanijela veliku sramotu lagavši o njegovoj prošlosti te time spriječila vjenčanje sa ženom koju je volio. Ističe kako ima veliku želju za osvetom. Prilika za to mu se pruža kada ga pjesnik Vlatko Cvjetinić moli da mu pomogne u ostvarivanju braka s Ljubicom Benčić čiji otac ne dopušta vjenčanje bez njegova miraza. Također, uskoro do Đure dolazi Ružićkina sobarica Jelica kojoj je potrebna liječnikova pomoć kako njezin voljeni Marko ne bi otišao u vojsku. 
Đuro Radić stvari rješava na sljedeći način: zapovijeda Vlatku da ode na stan kod Ljubice Ružić, da spominje svoju voljenu Ljubicu, ali ni riječ više od nezina imena. Jeličin je zadatak dati Ružićevoj do znanja da je Vlatko zapravo zaljubljen u nju. Tako i biva; Ljubica Ružić misli da Vlatko čezne za njome i pripisuje mu ček od 6000 forinti. Ljubica Ružić objavljuje da će se vjenčati s Vlatkom, no pravi šok doživljava kada je Vlatko poziva u svatove s Ljubicom Benčić. Ružićeva tada očajnički pokušava napakostiti mladcima koji je prevariše, no Đuro je ucjenjuje da će cijelom gradu prinijeti dokaze o njezinim mutnim poslovima. 
Tako komedija završava sretno: dvoje mladih se vjenča, a Đuri pripada slast osvete. Može se reći da je ta osveta zapravo ishodišni motiv cijele fabule jer je Đuro Radić pokretač svega što se događalo. On je sveprisutan u cijeloj komediji - doslovno se skriva iza krinoline i upravlja postupcima likova.